# ماسای راسل
ماسای راسل (انگلیسی: Masai Russell؛ زادهٔ ۱۷ ژوئن ۲۰۰۰) دونده زن دو با مانع اهل ایالات متحده آمریکا است.
وی در مسابقات کشوری و بین‌المللی در مجموع برندهٔ ۱ مدال طلا شده است.